# Giliga Ilka
Giliga Ilka (Sepsiszentgyörgy, 1993. november 25. –) Junior Prima-díjas magyar díszlet- és jelmeztervező.

## Életpályája
Biológia-kémia szakos gimnáziumban tanult, majd az utolsó évet már a Plugor Sándor Művészeti Líceumban végezte. 2012-2014 között a Marosvásárhelyi Egyetem, majd 2014-2017 között a Magyar Képzőművészeti Egyetem alkalmazott látványtervező szakán tanult.
2016-ban 1 évet töltött Osloban, a National Academy of the Artson, ahol divat és jelmeztervező szakirányon tanult. 2018-2020 között a Színház- és Filmművészeti Egyetem látványtervező szakának hallgatója volt, M. Tóth Géza és Rajk László osztályában.
2017-től szabadúszó látványtervezőként dolgozik.

## Színházi munkássága

### Katona József Színház
- Extázis – jelmeztervező; rendező: Tarnóczi Jakab
- Melancholy Rooms – díszlet- és jelmeztervező; rendező: Tarnóczi Jakab
- Teremtmények – díszlet- és jelmeztervező; rendező: Tárnoki Márk
- Isten, haza, család – jelmeztervező; rendező: Tarnóczi Jakab
- Aiszkhülosz: Leláncolt Prométheusz – díszlet- és jelmeztervező; rendező: Tarnóczi Jakab
- Gerhart Hauptmann: Magányos emberek – jelmeztervező; rendező: Tarnóczi Jakab
- Molnár Ferenc: Liliom – látványtervező; rendező: Kovács D. Dániel

### Örkény Színház
- Shakespeare: Macbeth – díszlet- és jelmeztervező; rendező: Gáspár Ildikó
- Lidércek, Shaxpeare, Delírium – jelmeztervező; rendező: Bodó Viktor
- A várományos – díszlettervező; rendező: Ascher Tamás
- Dávid Attila: Emma – látványtervező; rendező: Dávid Attila

### Radnóti Színház
- Schiller: Don Carlos – jelmeztervező; rendező: Nagy Péter István
- Ray Bradbury: 451 Fahrenheit – jelmeztervező; rendező: Nagy Péter István

### Egyéb

#### Vígszínház
- Pinokkió – jelmeztervező; rendező: Keresztes Tamás

#### Tamási Áron Színház
- Jógyerekek képeskönyve – jelmeztervező; rendező: Hegymegi Máté

#### K2 Színház
- Búcsúkoncert – díszlet- és jelmeztervező; rendező: Tarnóczi Jakab

#### Zenthe Ferenc Színház
- Shakespeare: Amit akartok (Vízkereszt) – jelmeztervező; rendező: Tarnóczi Jakab

#### Szigligeti Színház
- Shakespeare: Szentivánéji álom – jelmeztervező; rendező: Tarnóczi Jakab

#### Magyar Állami Operaház
- German LateNight – díszlet- és jelmeztervező; rendező: Varga Bence

#### Csokonai Színház
- Dosztojevszkij: Idióta – díszlet- és jelmeztervező; rendező: Sardar Tagirovsky

#### Színház- és Filmművészeti Egyetem
- Kleist: A Schroffenstein család – díszlet- és jelmeztervező; rendező: Tarnóczi Jakab

### Trafó
- Caryl Churchill: Földi paradicsom – díszlet- és jelmeztervező; rendező: Ördög Tamás

## Filmes munkássága
- The last kingdom, 5. évad – Netflix, 2021; jelmeztervező asszisztens; jelmeztervező: Ralph Wheeler-Holes
- Külön falka – nagyjátékfilm, 2019; jelmeztervező; rendező: Kis Hajni
- Hajnal – nagyjátékfilm, 2020; jelmeztervező; rendező: Dávid Attila
- Kelet – SZFE diplomafilm, 2019; jelmeztervező; rendező: Dávid Attila

## Díjak
- Best of Diploma (2017) Magyar Képzőművészeti Egyetem diplomakiállítás
- POSZT (2019) – Legjobb jelmez díja, Csokonai Színház: Idióta
- Communitas Ösztöndíj, (2019)
- Az év jelmeztervezője (2022)[10]
- Junior Prima-díj (2023)[11][12]